# Psychotria febrifuga
Psychotria febrifuga är en måreväxtart som beskrevs av Eduard Friedrich Poeppig. Psychotria febrifuga ingår i släktet Psychotria och familjen måreväxter. Inga underarter finns listade i Catalogue of Life.